# Обама, Барак
Бара́к Хуссе́йн Оба́ма II (англ. Barack Hussein Obama II, произносится [bəˈrɑːk huːˈseɪn oʊˈbɑːmə] амер.: о файле/bəˈrɑːk huːˈseɪn ɵˈbɑːmə ði ˈsɛkənd/; род. 4 августа 1961, Гонолулу, Гавайи, США) — американский государственный и политический деятель, 44-й президент США с 20 января 2009 по 20 января 2017. Лауреат Нобелевской премии мира 2009 года. Первый афроамериканец, выдвинутый на пост президента США от одной из двух крупнейших партий, и первый в национальной истории темнокожий президент.
До избрания президентом являлся федеральным сенатором от штата Иллинойс. Был впервые избран в ноябре 2008 года, переизбран на второй президентский срок в 2012 году. Также президент с фамилией африканского и средним именем арабского этимологического происхождения. Обама — мулат, но, в отличие от большинства чёрных американцев, не потомок рабов, а сын студента из Кении и белой американки (Стэнли Энн Данхэм).
Выпускник Колумбийского университета и Школы права Гарвардского университета, где он также был первым за всю его историю афроамериканцем — редактором университетского издания Harvard Law Review. Обама также работал общественным организатором и адвокатом в области гражданских прав. Преподавал конституционное право в Чикагском институте юридических наук с 1992 по 2004 год и одновременно трижды, в период с 1997 по 2004 год, избирался в сенат штата Иллинойс. После неудачной попытки баллотироваться в 2000 году в Палату представителей США в январе 2003 года баллотировался в Сенат США. После победы на праймериз (первичных выборах) в марте 2004 года Обама произнёс основную речь на Демократическом национальном съезде в июле 2004 года. Был избран в Сенат в ноябре 2004 года, набрав 70 % голосов.
Как член Демократического меньшинства в Конгрессе 109-го созыва, он помог создать законы о регулировании обычных вооружений и увеличении прозрачности в использовании государственного бюджета. Он также совершил официальные поездки в Восточную Европу (в том числе в Россию), на Ближний Восток и в Африку. Во время работы в Конгрессе 110-го созыва участвовал в создании законов, касающихся мошенничества на выборах, лоббизма, изменения климата, ядерного терроризма и демобилизовавшихся американских военнослужащих.
Обама объявил о желании баллотироваться в президенты в феврале 2007 года и в 2008 году на президентских праймериз на Демократическом национальном съезде был официально выдвинут от Демократической партии кандидатом в президенты вместе с кандидатом на пост вице-президента — сенатором от штата Делавэр Джозефом Байденом. На президентских выборах 2008 года Обама опередил кандидата от правившей Республиканской партии Джона Маккейна, набрав 52,9 % голосов избирателей и 365 голосов в коллегии выборщиков против 45,7 % и 173 у Маккейна.
9 октября 2009 года получил Нобелевскую премию мира с формулировкой «за экстраординарные усилия в укреплении международной дипломатии и сотрудничества между людьми».
На президентских выборах 2012 года Обама опередил кандидата от Республиканской партии Митта Ромни, набрав 51,1 % голосов избирателей и 332 голоса в коллегии выборщиков против 47,2 % и 206 — у Ромни.
Обама покинул свой пост 20 января 2017 года с рейтингом одобрения 60 %. В настоящее время он проживает в Вашингтоне. С тех пор его президентство положительно оценивается историками и широкой публикой. У него также был высокий рейтинг глобального одобрения, и репутация Соединённых Штатов резко изменилась во время его президентства.

## Биография

### Детство, образование, начало карьеры
Родился в городе Гонолулу, штат Гавайи. Его родители познакомились в 1960 году во время учёбы в Гавайском университете в Маноа. Вместе с тем, в ходе предвыборной кампании в США циркулировали слухи о том, что Обама был рождён за пределами США, что лишало бы его права избираться на пост президента. 1 марта 2012 года аризонский шериф Джозеф Арпайо объявил, что свидетельство о рождении Барака Обамы может являться подделкой, выполненной на компьютере; аналогичное заявление он сделал в отношении формы учёта военнообязанного, заполненной будущим президентом в 1980 году.
Отец — Барак Хусейн Обама — старший (1936—1982) — кениец, сын знахаря из народа луо. Миссионерская школа оплатила ему учёбу в Найроби и отправила для изучения курса эконометрики в Университет Гавайев в Маноа, где он организовал Ассоциацию иностранных студентов и стал лучшим в своём выпуске. Мать — Стэнли Энн Данхэм (1942—1995) — родилась на военной базе в Канзасе в семье американцев-христиан, но позже стала агностиком. Она — в основном английского, шотландского, ирландского и немецкого происхождения; по линии её матери, Мадлен Ли Пэйн, у Барака Обамы есть также предки-чероки. Сама фамилия Данэм принадлежит к американской аристократии и происходит от первопоселенца Ричарда Синглетери и его сына Джонатана (1639/40—1724), который по не вполне ясным причинам сменил фамилию на Данэм (семейная легенда возводит его к владельцам замка Данэм в Шотландии, которого якобы в младенчестве преступным путём лишили наследства родственники).
Стэнли Энн изучала антропологию в Гавайском университете в Маноа, когда встретила Обаму-старшего. Бабушка Мадлен Ли воспитывала Обаму продолжительное время, они были очень привязаны друг к другу. Обама прерывал свою президентскую кампанию, чтобы навестить её в больнице; Мадлен Ли Пэйн Данэм скончалась 2 ноября 2008 года.
Отец Обамы-старшего и родители Данэм были против брака, однако те поженились 2 февраля 1961 года. Два года спустя после рождения Барака его отец отправился для продолжения учёбы в Гарвард, но Данэм и Обама-младший скоро вернулись на Гавайи. Развод родителей Барака состоялся в январе 1964 года.
Во время учёбы в Гарвардском университете Обама-старший познакомился с американской учительницей Рут Найдсэнд (Ruth Nidesand), с которой после окончания своего обучения в США уехал в Кению. Это был его третий брак, в котором родилось двое детей. По возвращении в Кению он работал в нефтяной компании, а после получил должность экономиста в аппарате правительства. Своего сына он видел последний раз, когда тому было 10 лет. В Кении Обама-старший попал в автокатастрофу, в результате чего потерял обе ноги, а позже погиб в другой автокатастрофе.
Мать вскоре после развода познакомилась с другим иностранным студентом — индонезийцем Лоло Суторо, вышла за него замуж и в 1967 году уехала с ним и с маленьким Бараком в Джакарту. От этого брака у Барака появилась единоутробная сестра Майя. Мать Барака умерла от рака яичников в 1995 году.
В Джакарте Обама-младший учился в одной из государственных школ с 6 до 10 лет. После этого он вернулся в Гонолулу, где жил у родителей матери вплоть до окончания в 1979 году престижной частной школы «Панэхоу».
Воспоминания своего детства описал в своей книге «Мечты моего отца». Будучи взрослым, признался, что в школе курил марихуану, принимал кокаин и алкоголь, о чём он поведал избирателям на Гражданском форуме президентской кампании 16 августа 2008 года и охарактеризовал это как своё самое низкое моральное падение.
После школы в течение двух лет учился в Западном колледже в Лос-Анджелесе, а затем перевёлся в Колумбийский университет, где специализировался на международных отношениях. К моменту получения степени бакалавра в 1983 году Обама уже работал в Международной бизнес-корпорации и Нью-Йоркском научно-исследовательском центре.
В 1985 году, с переездом в Чикаго, начал работать в качестве общественного организатора в неблагополучных районах города. В 1988 году Обама поступил в школу права Гарвардского университета, где в 1990 году стал первым за всю её историю редактором-афроамериканцем университетского издания Harvard Law Review.
Обама является левшой.

### Сенатор штата Иллинойс
В 1996 году был избран в Сенат штата Иллинойс.
Занимал кресло сенатора с 1997 по 2004 год, представлял Демократическую партию США: переизбирался дважды: в 1998 и 2002 годах. Как сенатор, сотрудничал как с демократами, так и с республиканцами: с представителями обеих партий работал над программами поддержки малообеспеченных семей посредством сокращения налогов; выступал как сторонник развития дошкольного образования, поддерживал меры по ужесточению контроля над работой следственных органов.
В 2000 году предпринял попытку баллотироваться на выборах в Палату представителей США, но проиграл праймериз действующему чернокожему конгрессмену Бобби Рашу (Bobby Rush).
В 2004 году вступил в борьбу за выдвижение на одно из мест от штата Иллинойс в Сенате США. Одержал убедительную победу над шестью оппонентами на праймериз.

### Сенаторство в Вашингтоне (2005—2008)
Приведён к присяге как сенатор США 4 января 2005 года, став 5-м сенатором-афроамериканцем США в истории страны.
В конце августа 2005 года в рамках программы Нанна — Лугара прилетал в Россию для инспекции ядерных объектов РФ вместе с сенатором-республиканцем Ричардом Лугаром; в ходе поездки 28 августа при вылете в аэропорту Перми Большое Савино произошёл инцидент: сенаторы были задержаны на три часа из-за отказа «выполнять требования пограничников» по досмотру самолёта, который имел дипломатический иммунитет. Позже МИД России выразил сожаления «в связи с возникшим недоразумением и причинёнными сенаторам неудобствами». В своей книге Обама расценил происшествие как один из моментов во время его путешествия, «которые напоминали о днях холодной войны».
26 августа 2006 года вместе с женой посетил Кению.
Будучи сенатором, неоднократно был в Белом доме по приглашению президента Джорджа Буша.
Непартийное издание Congressional Quarterly характеризовало его как «лояльного демократа» на основании анализа всех голосований в сенате в 2005—2007 годах; National Journal отрекомендовал его как «самого либерального» сенатора на основании оценки избранных голосований в течение 2007 года.
В 2008 году Congress.org поставил его 11-м по влиятельности сенатором.
Оставил сенатскую должность 16 ноября 2008 года.

### Президентская гонка
10 февраля 2007 года перед старым Капитолием штата Иллинойс в Спрингфилде Обама заявил свою кандидатуру на пост президента США. Место имело символический характер, поскольку именно там Авраам Линкольн в 1858 году произнёс историческую речь «Дом разделённый». На протяжении кампании Обама выступал за быстрое окончание Иракской войны, энергетическую независимость и универсальное здравоохранение. Лозунги его кампании — «Перемены, в которые мы можем поверить» и «Да, мы можем!» (песня Yes We Can, записанная рядом известных артистов с использованием слов из предвыборной речи Обамы, получила большую известность и премию Вебби).

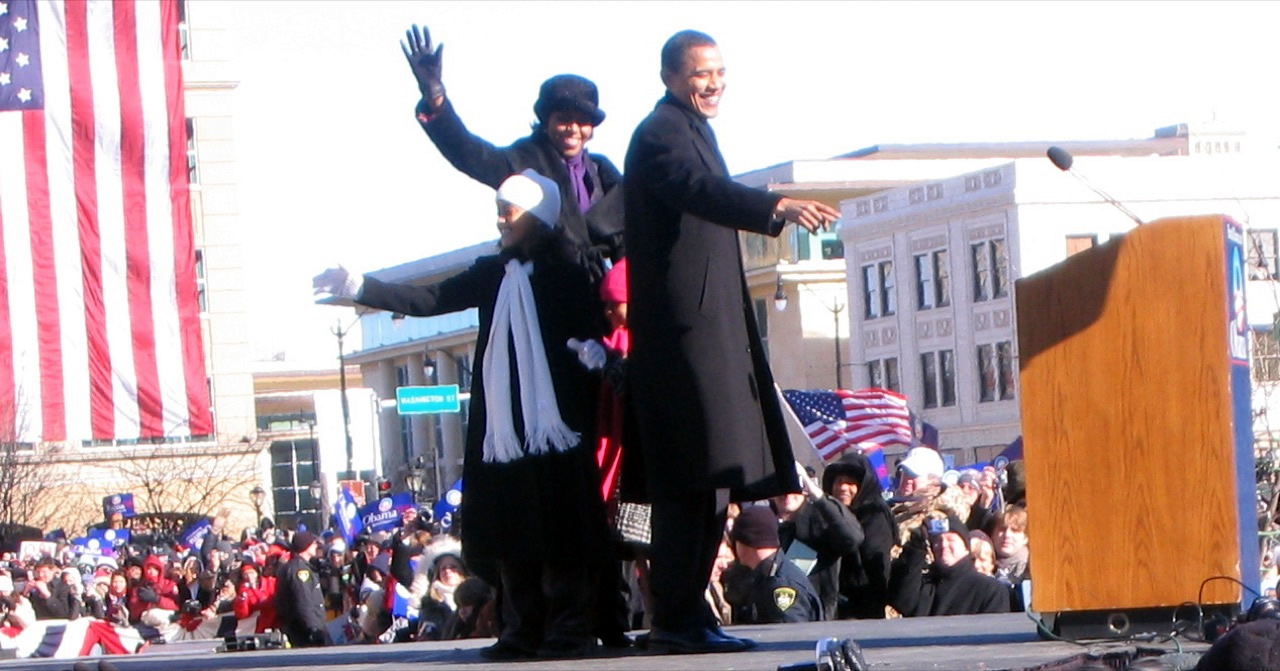
Барак Обама с женой и дочерьми на помосте в Спрингфилде перед заявлением президентской кампании

За первую половину 2007 года кампания Барака Обамы собрала 58 миллионов долларов. Маленькие пожертвования (меньше чем 200 долларов) составляли 16,4 миллиона от этой суммы. Это число установило рекорд для сбора средств президентской кампанией за первые шесть месяцев календарного года перед выборами. Величина маленькой части пожертвования тоже была довольно значительной. В январе 2008 года кампания установила другой рекорд со сбором 36,8 миллиона долларов — наибольшее количество, когда-либо собранное кандидатом в президенты на предварительных выборах Демократической партии.

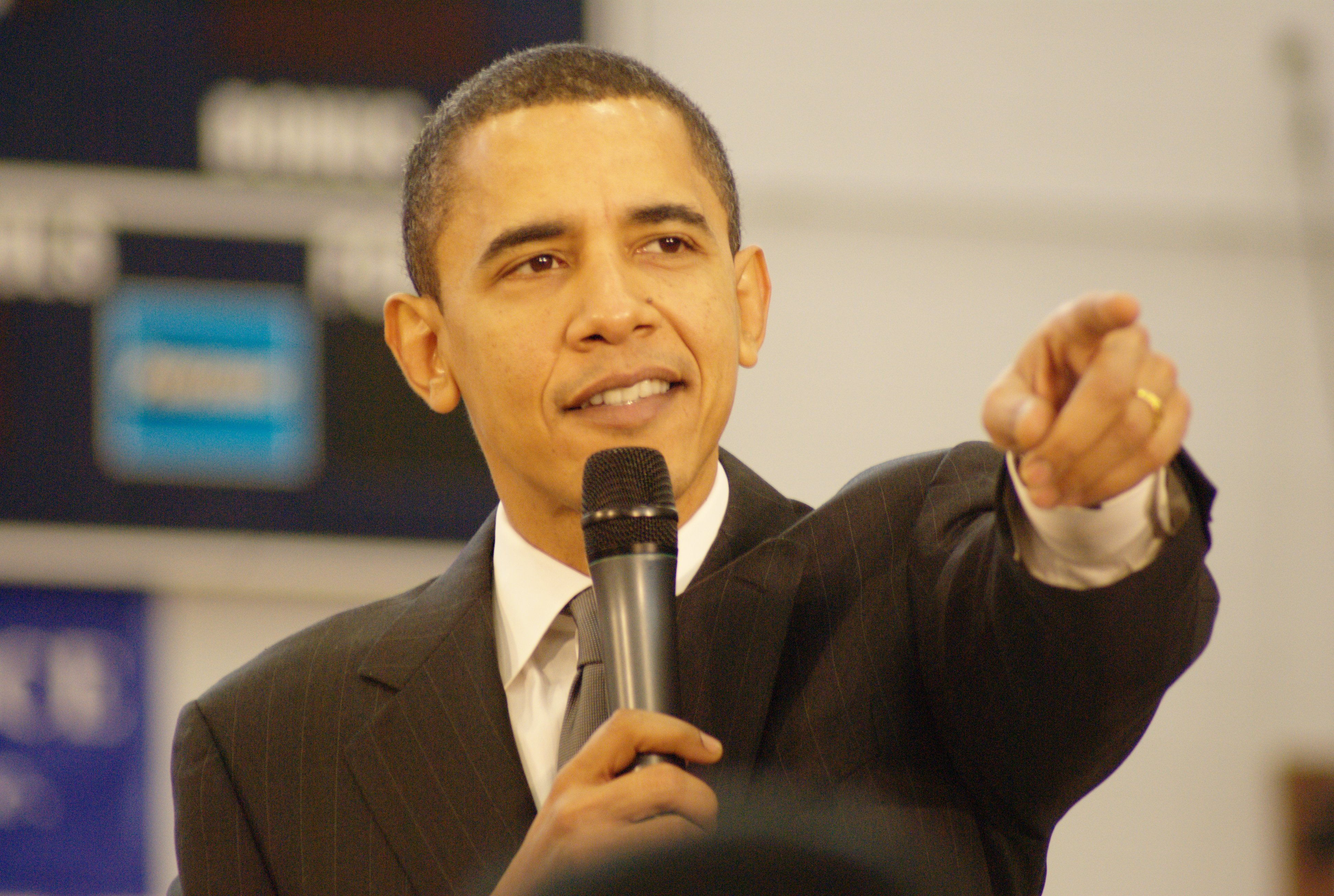
Выступление Барака Обамы в Нью-Гэмпшире

Обама — первый и на 2012 год единственный кандидат в президенты США, отказавшийся от государственного финансирования предвыборной кампании.

#### Ход предвыборной кампании
Барак Обама стал единым кандидатом от демократов после того, как 7 июня 2008 года Хиллари Клинтон официально объявила о своём уходе из предвыборной гонки и поддержала кандидатуру Обамы. 25 июня 2008 года 42-й президент США Билл Клинтон впервые поддержал Обаму, через официального представителя, Мэтта Маккена, заявив о том, что сделает всё от себя зависящее, чтобы Барак Обама победил на президентских выборах в США в ноябре 2008 года.

#### Предварительные выборы

Результаты праймериз демократов по штатам. Сиреневым цветом показаны штаты, поддержавшие Обаму, зелёным — Клинтон

Наиболее сложными для Обамы были штаты, в которых преобладает белоe население, как, например, Западная Виргиния, Техас, Оклахома, Флорида и другие, менее пострадавшие от кризиса. Также Обама одержал победы в традиционно республиканских штатах (например, на Аляске и Миссисипи, где традиционно поддерживают республиканцев с 1980 года), и в то же время, в традиционно либеральных штатах, таких как Вашингтон и Миннесота и в некоторых штатах-«перевёртышах».
4 ноября Обама заручился поддержкой 338 из 538 выборщиков при необходимых 270 голосах, что означало его приход к власти 20 января 2009 года. При этом явка избирателей достигла рекорда — 64 %.

#### Резонанс в США и иных странах
Наименьшее число голосов Обама набрал на юге США; в Алабаме, Луизиане, Оклахоме и Техасе, где за Маккейна проголосовало до 60 % участвовавших в выборах; а в одном из этих штатов только один из десяти белых избирателей, согласно экзит-поллам, отдал свой голос за Обаму.

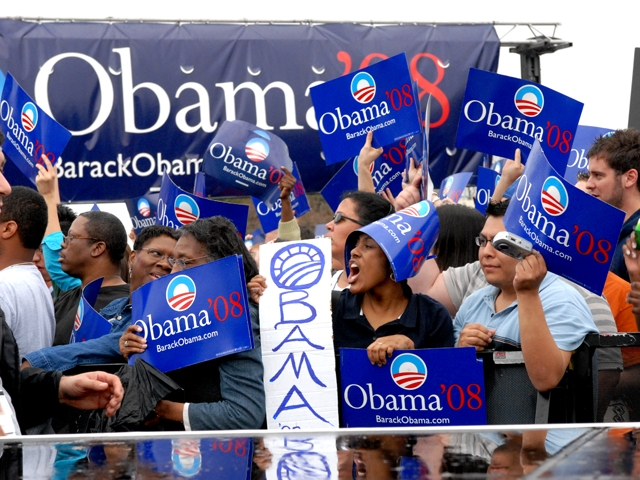
Президентская гонка, Остин в штате Техас

По сообщению Associated Press, в США после победы Барака Обамы на президентских выборах возросло число случаев проявления религиозной и расовой нетерпимости; директор Intelligence Project at the Southern Poverty Law Марк Поток говорил: «Есть большое количество людей, которым кажется, что они теряют привычный уклад жизни, что у них словно украли страну, которую построили их предки».
Победа Обамы вызвала эйфорию в ряде стран мира — явление, получившее название «обамомания», симптомы которой начали проявляться ещё в ходе предвыборной кампании. Особенно сильно ей были подвержены Кения и некоторые иные страны Африки и Ближнего Востока.
Российско-американский политолог Николай Злобин в «Ведомостях» от 28 января 2009 года писал о реакции Кремля на победу Обамы: «Тон выступления Дмитрия Медведева перед Федеральным собранием 5 ноября 2008 г., а также запоздавшее и холодное поздравление Обаме говорили о том, что Москва была не готова к Обаме и сильно разочарована».

### Первый президентский срок

#### Инаугурация

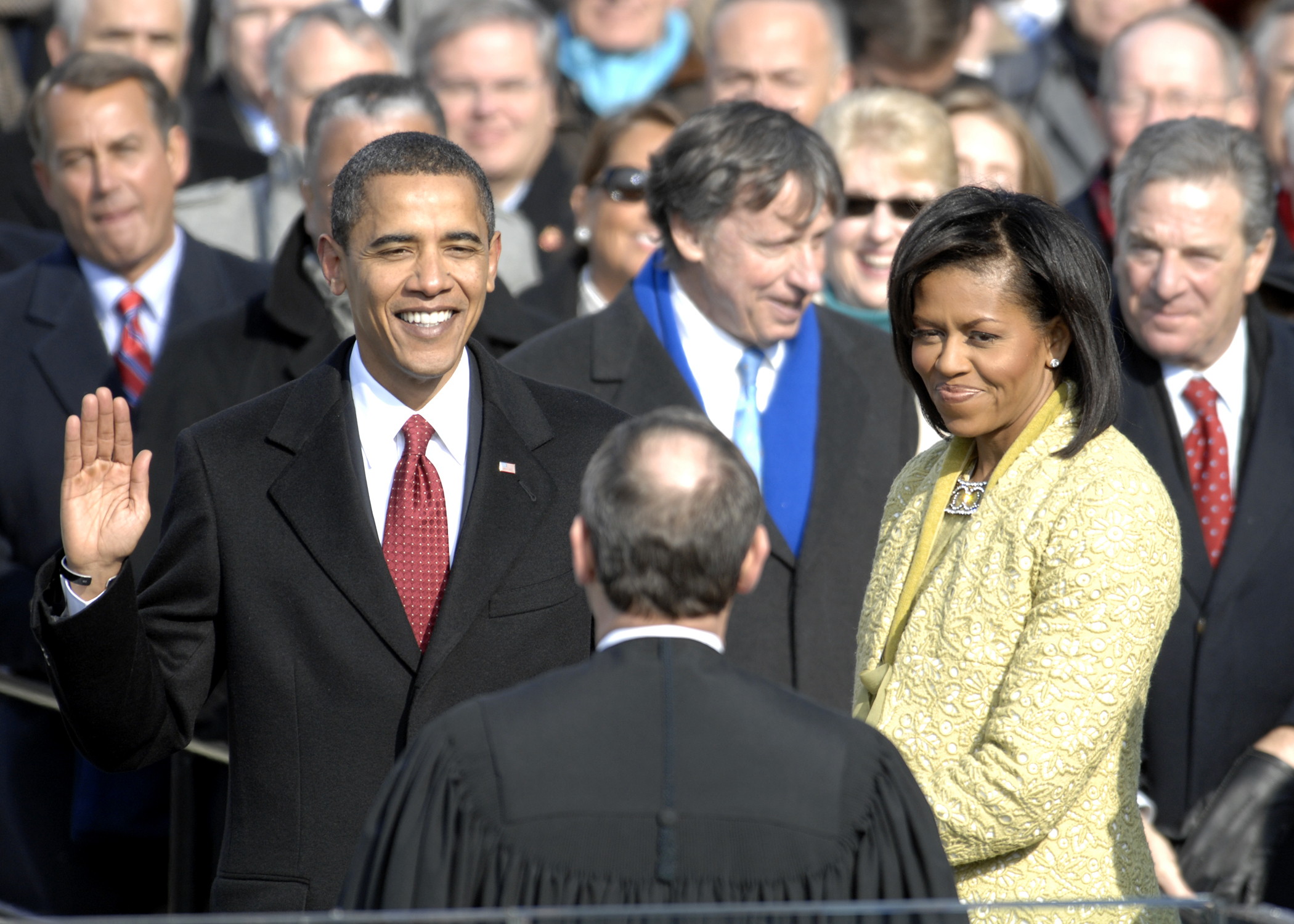
Барак Обама принимает президентскую присягу

20 января 2009 года в ходе церемонии инаугурации рядом со зданием Капитолия был приведён к присяге как 44-й президент США в 12:05 EST (17:05 UTC); церемония собрала рекордное количество зрителей — свыше миллиона человек. Присяга приносилась на Библии, на которой клялся при инаугурации Авраам Линкольн. Первым по приведении к присяге актом президента стало обнародование Воззвания, объявляющего 20 января 2009 года «Национальным днём обновления и согласия».
В своей речи призвал к «новой эре ответственности».
По информации CNN (21 января 2009 года), стоимость инаугурации Барака Обамы и инаугурационных торжеств — самая высокая в истории США: расходы на её проведение могут превысить 160 миллионов долларов.
На следующий день, поздно вечером, по совету специалистов в области конституционного права, в Белом доме из предосторожности повторно принял присягу главы государства, ввиду того, что накануне произошла ошибка в чтении установленного Конституцией США текста присяги: председатель Верховного суда США Робертс ошибочно поставил слово «честно» (англ. faithfully) после слов «исполнять обязанности президента Соединённых Штатов».

#### Деятельность в первый президентский срок
22 января 2009 года подписал распоряжение о закрытии в течение года тюрьмы для подозреваемых в терроризме на американской военной базе Гуантанамо (Куба).
29 января конгресс США поддержал план стимулирования американской экономики, предложенный президентом США. План предполагает вливание в сумме $819 млрд. 10 февраля Сенат США одобрил план чрезвычайных антикризисных мер Обамы ценой в 838 миллиарда долларов. При реализации плана за 2 года должно быть создано до 4 млн новых рабочих мест. План также содержит положения о прямых инвестициях в отрасли здравоохранения, энергетики, образования.
9 февраля президент США Барак Обама провёл свою первую пресс-конференцию.

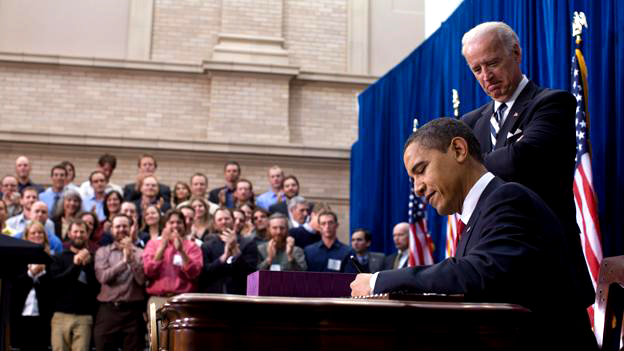
Барак Обама подписывает Закон о восстановлении и реинвестировании экономики США, 17 февраля 2009 года

17 февраля Барак Обама направил в Афганистан дополнительно 17 тысяч военнослужащих, а также подписал в Денвере принятый Конгрессом США антикризисный план на 787 миллиардов долларов (на фото).
6-8 июля Барак Обама совершил официальный рабочий визит в Москву. Во время визита были подписаны двусторонние соглашения, в том числе о транзите американских военных грузов в Афганистан через территорию России.
В 2010 году Обама, несмотря на сопротивление республиканцев, добился принятия закона о реформе здравоохранения.
В 2011 году американская армия по распоряжению Обамы участвовала в интервенции НАТО в Ливию.
4 апреля 2011 года Барак Обама подтвердил своё желание баллотироваться на второй президентский срок, начал сбор денег на избирательную кампанию и объявил о начале президентской гонки.

#### Нобелевская премия мира
9 октября 2009 года получил Нобелевскую премию мира. Члены Нобелевского комитета сочли достойными награды усилия Обамы «в укреплении международной дипломатии и сотрудничества между людьми». Обама стал третьим президентом США, после Теодора Рузвельта и Вудро Вильсона, получившим Нобелевскую премию мира во время пребывания в должности (она была также присуждена экс-президенту Джимми Картеру).
По заявлению самого Обамы, он эту премию пока не заслужил. По мнению многих экспертов, Обама получил премию во многом благодаря своему обещанию добиться сокращения ядерных арсеналов, данному в начале 2009 года.

#### Ирак и Афганистан
Будучи кандидатом в президенты, Обама заявлял, что война в Ираке была ошибкой администрации Буша, и что Афганистан должен стать центральным фронтом борьбы с терроризмом, он заявлял, что Афганистан «сползает в пучину хаоса и грозит превратиться в наркотеррористическое государство». В середине 2008 года он выступал за то, чтобы к лету 2009 в Ираке не осталось американских боевых подразделений (отмечали, что ещё на этапе предвыборной внутрипартийной борьбы за выдвижение на пост кандидата в президенты от демпартии вокруг Клинтон группировались сторонники войны в Ираке (она сама голосовала за неё в сенате), вокруг Обамы — противники). Также он заявил, что в первый день после своей инаугурации отдаст приказ завершить войну в Ираке. Сразу после прихода к власти он пересмотрел свои взгляды на сроки завершения войны, сказав в феврале 2009 года, что боевые операции там будут закончены через 18 месяцев.
В течение 2009 года Обама дважды усиливал американский контингент в Афганистане. В феврале туда было отправлено 17 тыс. военнослужащих. В декабре Обама объявил об отправке ещё 30 тыс. военнослужащих, подчеркнув при этом, что США не заинтересованы в оккупации Афганистана. На 2009 год американский контингент в Афганистане уже насчитывал около 70 тыс. военнослужащих, и после прибытия подкрепления достигнул 100 тыс., что сравнимо с численностью советского контингента на пике войны СССР в Афганистане (около 109 тыс. человек).
Эскалация участия США в боевых действиях в Афганистане, а также стабилизация ситуации в Ираке привели к тому, что если в 2008 году американские потери в Афганистане были вдвое меньше потерь в Ираке, то в 2009 году ситуация изменилась зеркальным образом — за год в Афганистане погибло вдвое больше солдат, чем в Ираке. В целом 2009 год стал самым кровопролитным для американских сил в Афганистане с начала контртеррористической операции. За первые полтора года президентства Обамы в Афганистане погибло столько же американских солдат, сколько за оба президентских срока Джорджа Буша — младшего (с начала войны в 2001 году и до конца 2008 года). Тем не менее, потери США по-прежнему остаются гораздо ниже ежегодных потерь советского контингента в разгар войны 1979—1989 годов.

### Второй президентский срок

#### Президентские выборы 2012 года

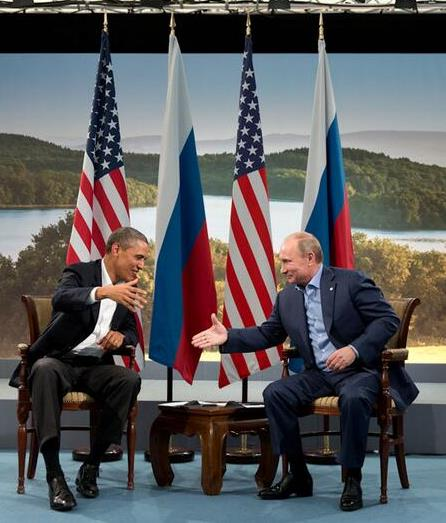
Обама и Владимир Путин, 39-й саммит G8, 17 июня 2013 года

Барак Обама объявил о своём намерении пойти на второй президентский срок 4 апреля 2011 года. Официально начав свою предвыборную кампанию за полтора года до выборов, Обама стал первым, кто выдвинулся кандидатом на президентские выборы США 2012 года. Заблаговременный старт дал ему возможность побить рекорд по сбору средств на предвыборную кампанию. По данным The New York Times, Обаме удалось собрать 934 миллиона долларов. На содержание предвыборного штаба было потрачено более 200 миллионов.
Обама изначально имел хорошие возможности выиграть президентскую гонку из-за отсутствия явного лидера среди республиканцев. Однако «отсутствие реальных перемен, на обещании которых он и пришёл к власти» играли против него. По заявлению сторонников Обамы, главную роль в выборах 2012 года сыграла «чёткая работа избирательной машины», а не энтузиазм избирателей, как это было в 2008 году.
Соперником Обамы был республиканец Митт Ромни. Интрига выборов сохранялась до последнего момента. В итоге Обама получил заметное преимущество по выборщикам (332 против 206 у Ромни), но в целом его поддержало около половины избирателей. Эксперты отметили потерю Обамой поддержки независимых избирателей и необходимость учитывать позицию республиканцев по стратегическим вопросам.

#### Снижение рейтинга
После победы на выборах вместо ожидаемого затишья, дающего возможность реализовать поставленные президентом задачи, одно за другим стали происходить негативные события, которые привели не только к снижению рейтинга Барака Обамы, но и к появлению разговоров о «проклятии второго срока», согласно которому «у большинства американских лидеров, избиравшихся на второй срок, вторая половина правления проходила значительно хуже первой». Ситуация вокруг нападения на консульство США в Бенгази, проблемы с запуском реформы здравоохранения и работой сайта healthcare.gov, колебания при принятии решений вокруг ситуации с химической атакой в Сирии, информация о том, что налоговые службы якобы притесняют правые организации, тайный доступ к телефонным разговорам журналистов, скандал вокруг разоблачений Эдварда Сноудена и другие события привели к ухудшению имиджа Барака Обамы и снижению его популярности.
В 2013 году рейтинг Обамы неуклонно ежемесячно снижался на 1—2 процентных пункта. Результаты опроса CNN/ORC International, проведённого в ноябре 2013 года, показали, что количество сторонников Обамы сократилось за полгода на 12 %, а более половины опрошенных ответили, что не видят в президенте решительного и сильного лидера, и что он не внушает доверия. В 2014 году ситуация усугубилась, в апреле и сентябре степень одобрения деятельности Обамы достигала своего минимума — 51 % американцев негативно относился к президентскому курсу. По данным опроса, проводившегося с 24 по 30 июня 2014 года Квиннипэкским университетом, 33 % участников опроса сочли Барака Обаму наихудшим американским президентом со времён Второй мировой войны (28 % так назвали Джорджа Буша — младшего).
В 2016 году занимал 48-е место в рейтинге самых влиятельных людей мира по версии американского журнала «Forbes».

### После президентства

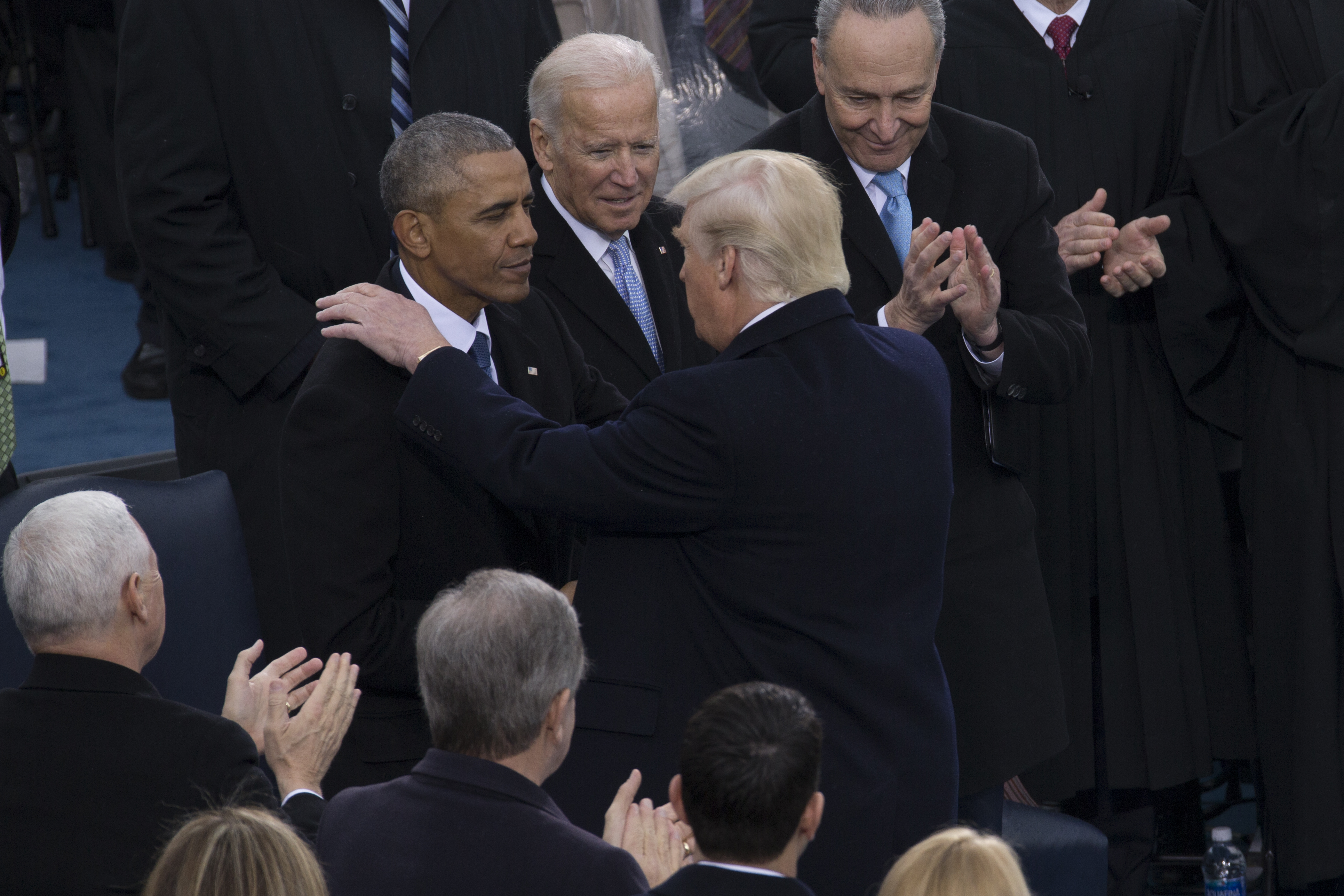
Обама с Джо Байденом и Дональдом Трампом во время инаугурации 20 января 2017 года

В ноябре 2016 года Барак Обама заявил, что он планирует взять длительный отпуск после своего президентства. 20 января 2017 года передал полномочия избранному Президенту США Дональду Трампу. После инаугурации 45-го президента США Дональда Трампа Барак Обама вместе со своей супругой Мишель сначала отправились на выходные в Палм-Спрингс (Калифорния), а затем они отправились на остров Некер в Британских Виргинских островах, который принадлежит британскому миллиардеру Ричарду Брэнсону.
В марте 2017 года появилась информация о том, что Барак Обама, находясь на острове Тетиароа, приступит к написанию воспоминаний о своём пребывании на посту Президента США.
25 апреля 2017 года Обама впервые появился на публике с момента инаугурации Дональда Трампа. Он заявил о намерении сфокусироваться на работе с молодёжью.
В мае 2017 года Барак Обама призвал Конгресс не отменять реформу здравоохранения, известную как Obamacare. Он отметил, что считает эту реформу одним из наиболее важных достижений в период его президентства.
25 мая 2017 года Обама, находясь в Берлине в рамках участия в дискуссии на тему «Активно строить демократию: нести ответственность дома и в мире» назвал теракт в Манчестере «чудовищным насилием». Также в ходе дискуссии 44-й президент США обсудил с канцлером ФРГ Ангелой Меркель борьбу с терроризмом и миграционный кризис в Европе. Барак Обама подтвердил, что является сторонником ядерного разоружения.
В июне 2017 года Барак Обама подверг критике решение президента Трампа о выходе США из Парижского соглашения по климату. Он считает, что выходя из этого соглашения, Соединённые Штаты присоединяются к небольшому числу стран, которые отвергают будущее. В то же время Обама уверен, что штаты, города и предприятия США могут самостоятельно взять на себя инициативу защищать климат.
В августе 2017 года Обама прокомментировал на своей странице в Twitter столкновения в Шарлоттсвилле. Он привёл цитату Нельсона Манделы, и его твит стал самым популярным в истории социальной сети по количеству лайков.
5 сентября 2017 года администрация президента Дональда Трампа объявила о решении упразднить программу DACA, введённую при Обаме в 2012 году. Эта программа ограничивает депортацию детей нелегальных иммигрантов. Барак Обама осудил это решение, назвав его «саморазрушительным», «жестоким» и противоречащим американским ценностям.
В сентябре 2017 экс-президенты США создали специальный фонд для помощи пострадавшим от ураганов «Харви» и «Ирма». Фонд называется «Единый американский призыв», и в его создании приняли участие Барак Обама, Джордж Буш-младший, Джордж Буш-старший, Билл Клинтон и Джимми Картер.

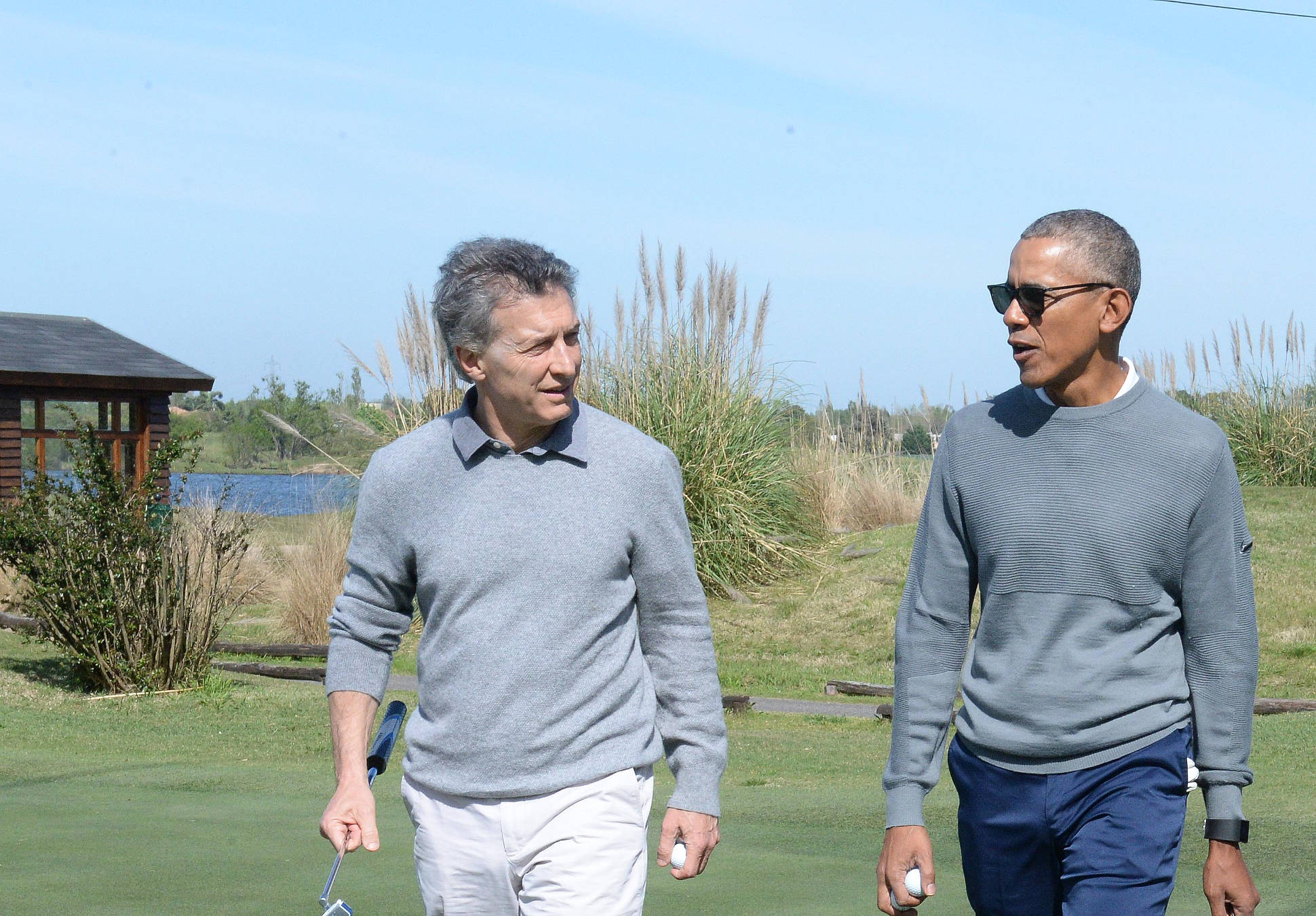
Обама играет в гольф с президентом Аргентины Маурисио Макри, октябрь 2017 года

1 октября 2017 года в Лас-Вегасе произошла стрельба, жертвами которой стали около 50 человек. 2 октября Обама выразил соболезнования семьям погибших.
В ноябре произошла массовая стрельба в Техасе, в ходе которой погибло 26 человек и ещё около 20 ранено. Барак Обама выразил скорбь вместе с другими семьями и вновь призвал ограничить свободное ношение оружия в США.
8 декабря 2017 года Обама, выступая с речью в Экономическом клубе Чикаго, раскритиковал внешнюю политику США при президентстве Дональда Трампа. Он сравнил Америку Трампа с нацистской Германией 1930-х годов. Барак Обама заявил, что «растущее самодовольство» Трампа и его лозунг «Америка прежде всего» представляют угрозу для США. Он провёл параллели с Веймарской республикой, где, по словам Обамы, была развитая демократия, и это не помешало НСДАП захватить власть. Экс-президент США сказал, что во время Второй мировой войны погибло 60 миллионов человек.
11 декабря 2017 года Барак Обама обратился к избирателям штата Алабама накануне дополнительных выборов в сенат конгресса США. Он заявил, что кандидат в сенаторы от Демократической партии Даг Джонс «бьётся за равенство и прогресс». Обама призвал проголосовать за него с помощью автоматического телефонного обзвона избирателей с заранее записанным обращением.

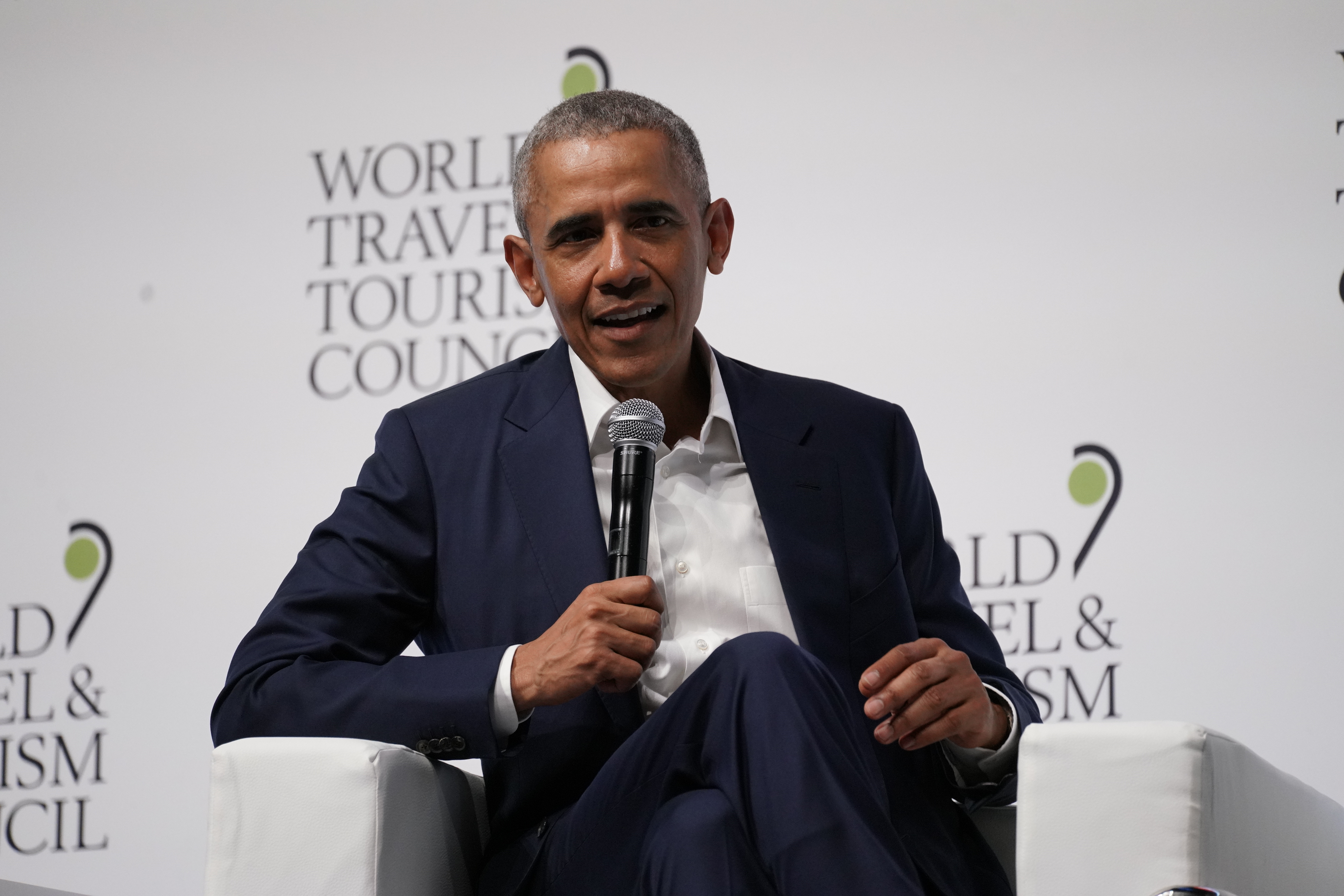
Обама в 2019 году

27 декабря 2017 года в интервью британскому принцу Гарри Обама рассказал о своей жизни после ухода с поста Президента США. Он сказал, что рад высыпаться каждый день, полностью контролировать свой день, составляя график. «Сейчас я могу проснуться и 45 минут разговаривать с женой, потом могу позволить себе долгий завтрак и уже потом приступать к делам» — добавил Барак Обама. Он отметил, что его жизнь сильно изменилась после ухода с президентского поста, но он продолжает думать о будущем США и её граждан. Барак Обама признался, что скучает по прежней работе и по специалистам, с которыми он работал в Белом доме. «Больше всего я скучаю по моей команде, мне её не хватает. Не хватает и интенсивности в работе, когда ты знал, что, решая вопросы каждый день, ты делал что-то для людей. И, конечно, я скучаю по той работе (президентом)» — сказал он.
21 мая 2018 года было объявлено, что Барак и Мишель Обама подписали соглашение с Netflix о продюсировании фильмов и сериалов.
14 апреля 2020 года поддержал Джо Байдена, боровшегося за номинацию кандидатом в президенты США от Демократической партии на выборах 2020 года. Официальная поддержка последовала после того, как последний из остававшихся соперников по номинации демократов Берни Сандерс днём ранее официально поддержал кандидатуру Байдена и снял свою кандидатуру с выборов.
В 2024 на Би-Би-Си Обаму называют самым популярным человеком в Демократической партии.

## Политические взгляды и высказывания
В своей книге «Дерзость надежды» (2006) писал: «С самого начала работы в Сенате я выступал последовательным и иногда весьма жёстким критиком политики администрации Буша. Я считаю налоговые послабления для состоятельных граждан не только непродуманными, но и весьма сомнительными с точки зрения морали».
Барак Обама был ранним противником политики в отношении Ирака президента Дж. Буша.
Газета International Herald Tribune 16 ноября 2008 года писала о его политических воззрениях, как они артикулировались им в ходе предвыборной кампании: «Обама не определял себя в чётких идеологических терминах, хотя его послужной список и программа — левее центра».
Обама высказывался за разрешение искусственного прерывания беременности, включая аборты на поздних сроках. При дискуссии в США о законе о запрете абортов частично рождённых детей писал, что если бы он был избран, то безустанно бы защищал этот метод аборта как легитимную медицинскую процедуру. Также он участвовал в разработке программ по предотвращению беременности среди подростков, в том числе при помощи распространения контрацептивов и образовательных программ о половом воспитании для подростков.
18 ноября 2008 года подтвердил свою приверженность работать на достижение значительных целей по борьбе с изменением глобального климата.
«Независимая газета» от 19 ноября 2008 года писала: «Для многих верующих явилось неожиданностью то обстоятельство, что темнокожий демократ, защитник права женщин на аборт и сторонник исследований стволовых клеток, завоевал большинство голосов религиозных избирателей». Издание приводило статистику Исследовательского центра Пью, согласно которой 53 % верующих жителей США проголосовали за Барака Обаму, 46 % — за Джона Маккейна; в то время как четыре года назад Джон Керри уступил Джорджу Бушу в борьбе за голоса религиозных американцев: 48 % против 51 %.
Сразу по инаугурации Обамы политолог Николай Злобин отмечал: «Чем ближе был день передачи полномочий от Буша новому президенту страны, тем всё более благожелательно и позитивно Барак Обама отзывается о своём предшественнике. Это разительная перемена по сравнению с крайне критической антибушевской риторикой Обамы ещё недавно во время предвыборной кампании. <…> Думается, что такое изменение в публичном отношении нового президента к своему предшественнику во многом связано с тем, что по мере вникания Обамы в дела, ознакомления с реальной ситуацией, в которой приходилось действовать Джорджу Бушу и в которой придётся теперь действовать самому Обаме, последний всё больше стал понимать, что его предшественник проводил достаточно рациональную политику, учитывая все возможные факторы и ограничения».
Выступая в Джорджтаунском университете 14 апреля 2009 года, Барак Обама высказал следующий аргумент в защиту общества потребления и объяснил причину вмешательства государства в свободный рынок:

«Если все семьи и все фирмы в Америке одновременно урежут свои расходы, то денег тратить никто не будет, упадёт число потребителей, что в свою очередь приведёт к новым увольнениям и ситуация в экономике ухудшится ещё сильнее. Вот поэтому правительству пришлось вмешаться и временно увеличить расходы, чтобы стимулировать спрос. Именно это мы сейчас и делаем», — заявил американский президент.
— «Обама видит свет в конце туннеля», телеканал Евроньюс
Митт Ромни обвинил Обаму в поддержке идеи перераспределения доходов.
Ромни называет избирателей Обамы людьми, «не способными обеспечить себя и живущими за счёт государства».
По словам Обамы, он сторонник идеи мира без ядерного оружия.
В 2009 году на пресс-конференции в Японии Обама дважды уклонился от ответа на прямой вопрос и отказался защищать целесообразность атомной бомбардировки Хиросимы и Нагасаки Соединёнными Штатами.
По меньшей мере с 1996 года является сторонником легализации однополых браков в США. При этом однополые браки в 1990-е не существовали ни в одном государстве мира, хотя однополые гражданские партнёрства уже регистрировались в небольшом числе юрисдикций.
В 2016 году Президент США Барак Обама заявил, что не соревнуется с российским лидером Владимиром Путиным в Сирии. В ходе своего выступления на саммите США-страны Ассоциации государств Юго-Восточной Азии (АСЕАН) в Калифорнии он также назвал российскую армию «второй по мощи в мире».
В интервью газете «Гаарец» Барак Обама заявил о войне в секторе Газа, что «все американцы должны быть в ужасе и возмущены наглыми террористическими атаками на Израиль и убийствами невинных гражданских лиц», а американцы скорбят о тех, кто погиб, молятся за благополучное возвращение тех, кто оказался в заложниках, и стоят «плечом к плечу с нашим союзником Израилем в его ликвидации ХАМАС».

## Критика
Влиятельная британская газета Times высказывала мнение о том, что президент Обама уделял недостаточное внимание внешней политике, в результате чего такие не вполне демократические государства, как Россия, Китай и Иран, стремятся занять главенствующее место в мире. По словам колумнистки газеты Мелани Филлипс, пассивная позиция Обамы оказывает пагубное влияние на страны, где компромисс воспринимается как поражение:
Исключение военного вмешательства вдохновляет тех, кто считает это знаком готовности Запада стерпеть всё.
Размывание обязательств Запада по защите демократии и границ стран, по мнению Филлипс, ясно видно на примере России и Китая. Эти страны считают, что могут заполнить вакуум, расширяя сферы своего влияния, чтобы в итоге воссоздать утраченные империи, что может иметь гибельные последствия для свободы и демократии по всему миру.
Бывший министр обороны США Чак Хэйгел обвиняет Обаму в отсутствии у него во время его президентского срока ясной политической линии в отношении режима Башара Асада и сирийской оппозиции. Так, по словам Хэйгела, 30 августа 2013 года Обама отказался отдать приказ о нанесении ракетного удара по Дамаску, несмотря на то, что сирийские войска применили против оппозиции отравляющий газ, то есть перешли «красную черту», объявленную ранее самим Обамой. Как считает Хэйгел, отказ от решительных действий в критический момент нанёс сокрушительный удар по репутации как самого президента Обамы, так и США в целом.

## Список произведений

### На английском
- Dreams from My Father: A Story of Race and Inheritance. — Three Rivers Press, 1995. — ISBN 0307383415.
- The Audacity of Hope: Thoughts on Reclaiming the American Dream. — Crown Publishing Group / Three Rivers Press, 17 октября 2006. — ISBN 0307237699.
- Barack Obama in His Own Words. — PublicAffairs, 27 марта 2007. — ISBN 0786720573.
- National Urban League. The State of Black America 2007: Portrait of the Black Male / Предисловие Барака Обамы. — Beckham Publications Group, 17 апреля 2007. — ISBN 0931761859.
- Renewing American Leadership. — Foreign Affairs 86 (4), июль—август 2007.
- Barack Obama: What He Believes In — From His Own Works. — Arc Manor, 1 марта 2008. — ISBN 1604501170.
- Barack Obama, John Mccain. Barack Obama vs. John McCain — Side by Side Senate Voting Record for Easy Comparison. — Arc Manor, 13 июня 2008. — ISBN 1604502495.
- Change We Can Believe In: Barack Obama’s Plan to Renew America’s Promise / Предисловие Барака Обама. — Three Rivers Press, 9 сентября 2008. — ISBN 0307460452.

### На русском
- Обама, Барак. Дерзость надежды: Мысли о возрождении американской мечты = The Audacity of Hope: Thoughts on Reclaiming the American Dream / Пер. Т. Камышниковой, А. Митрофанова. — СПб.: Азбука-классика, 2008. — 416 с. — 25 000 экз. — ISBN 978-5-395-00209-9.

## Семья и личная жизнь

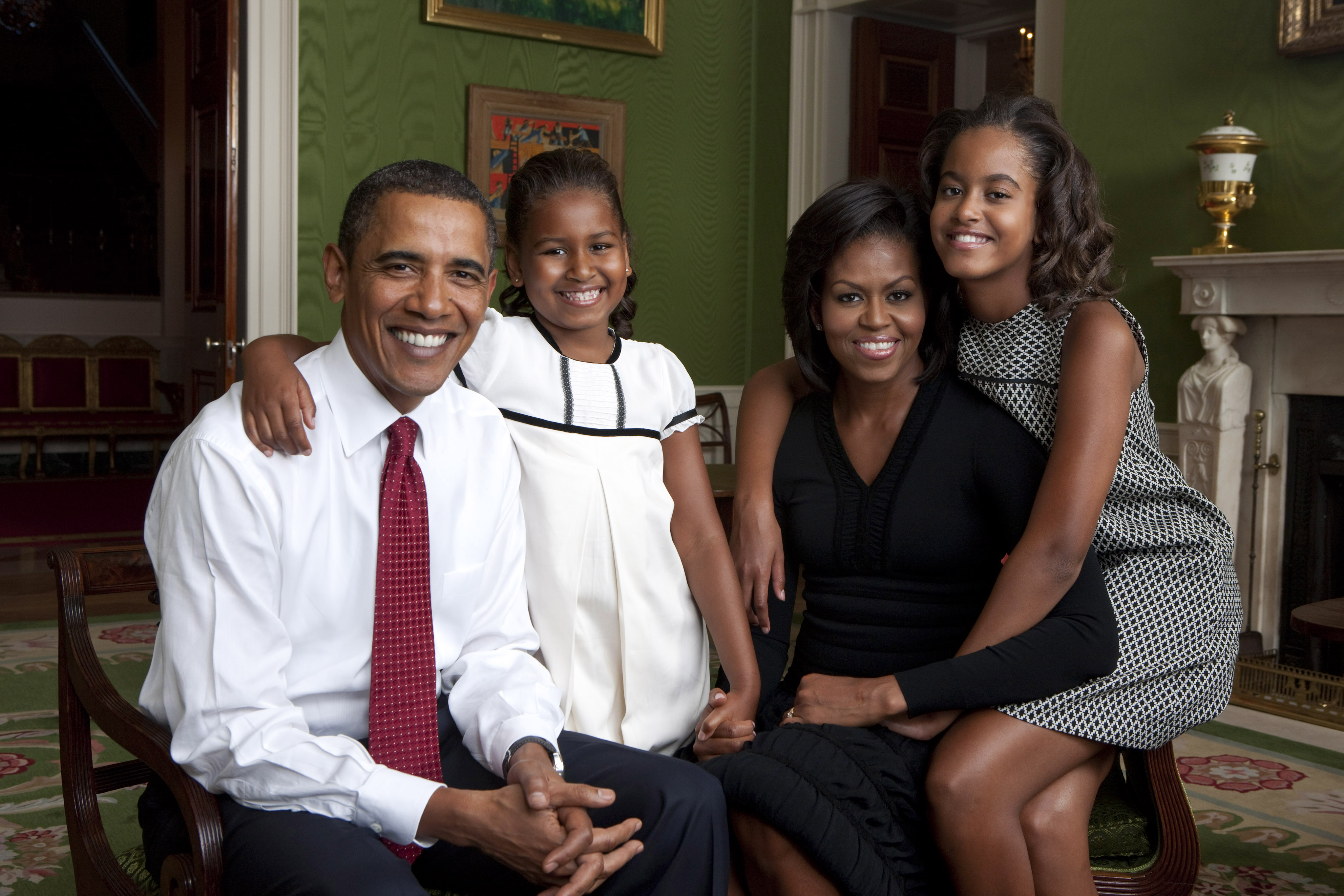
С женой и дочерьми. 2009 г.

### Семья
С 1992 года Барак Обама состоит в браке с Мишель Робинсон Обамой (род. 17 января 1964), практикующим юристом. У них две дочери — Малия Энн (Malia Ann, род. в 1998) и Наташа (Natasha), более известная как Саша (Sasha, род. в 2001).

### Религия
Обама был прихожанином конгрегационалистской прогрессивной Объединённой церкви Христа, а также Африканской методистской епископальной церкви.

## Награды

### Американские

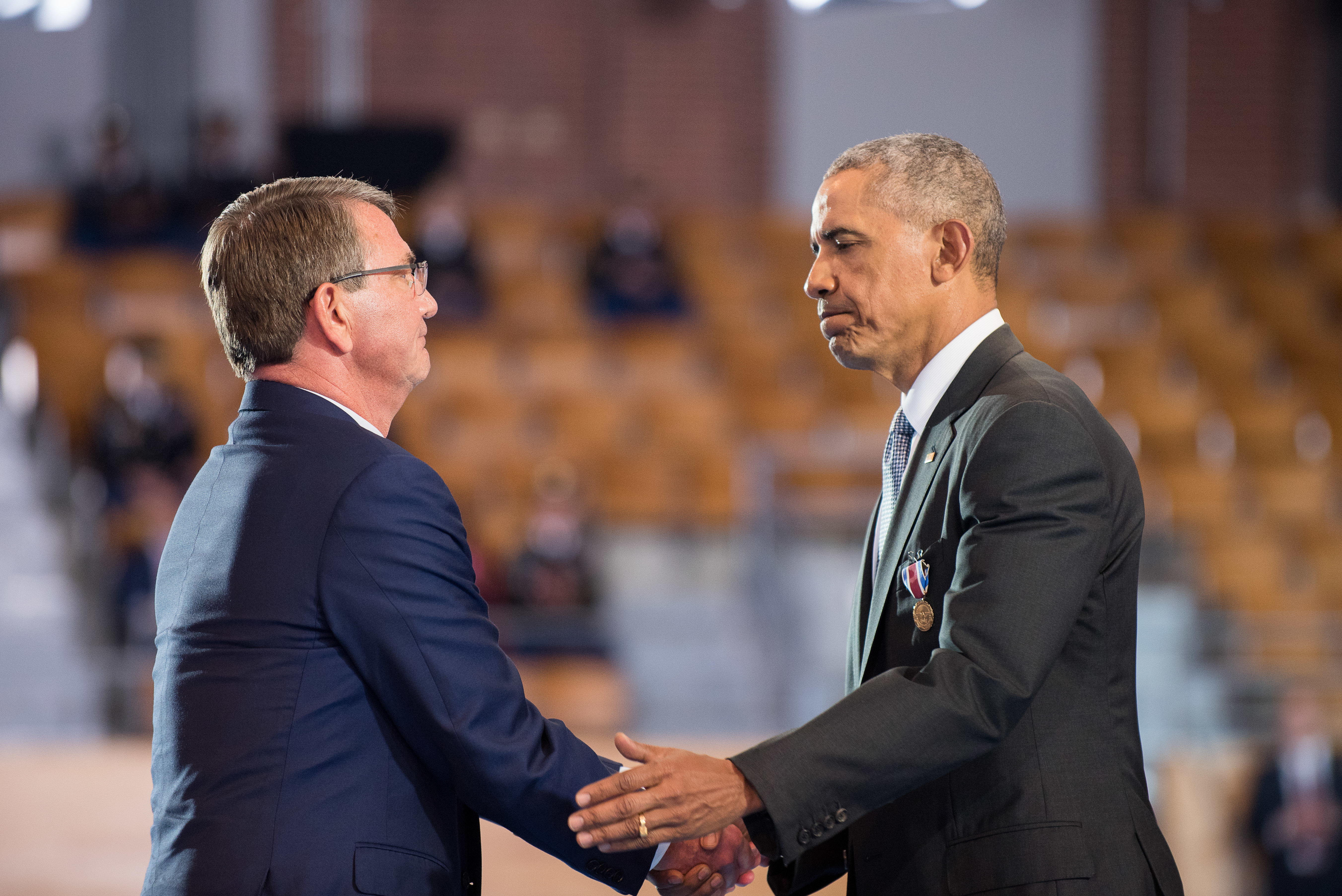
Министр обороны США Эштон Картер награждает президента США Барака Обаму, 4 января 2017 года

#### Государственные
- Медаль министерства обороны «За выдающуюся гражданскую службу»[англ.] (4 января 2017)[137].

#### Общественные
- Член Американского философского общества (1 мая 2018)[138][139].
- Член Американской академии искусств и наук (18 апреля 2018)[140][141].

### Иностранные
- Орден короля Абдель-Азиза с цепью (Саудовская Аравия, 3 июня 2009)[142][143].
- Нобелевская премия мира (Норвегия, 9 октября 2009)[144].
- Орден Сикатуны с Большой цепью (Филиппины, 28 апреля 2014)[145][146].
- Президентская медаль с отличием (Израиль, 21 марта 2013)[147].

В конце декабря 2019 года британская газета Financial Times включила Обаму в опубликованный ей список из 50 человек, «определивших облик десятилетия».

## Память

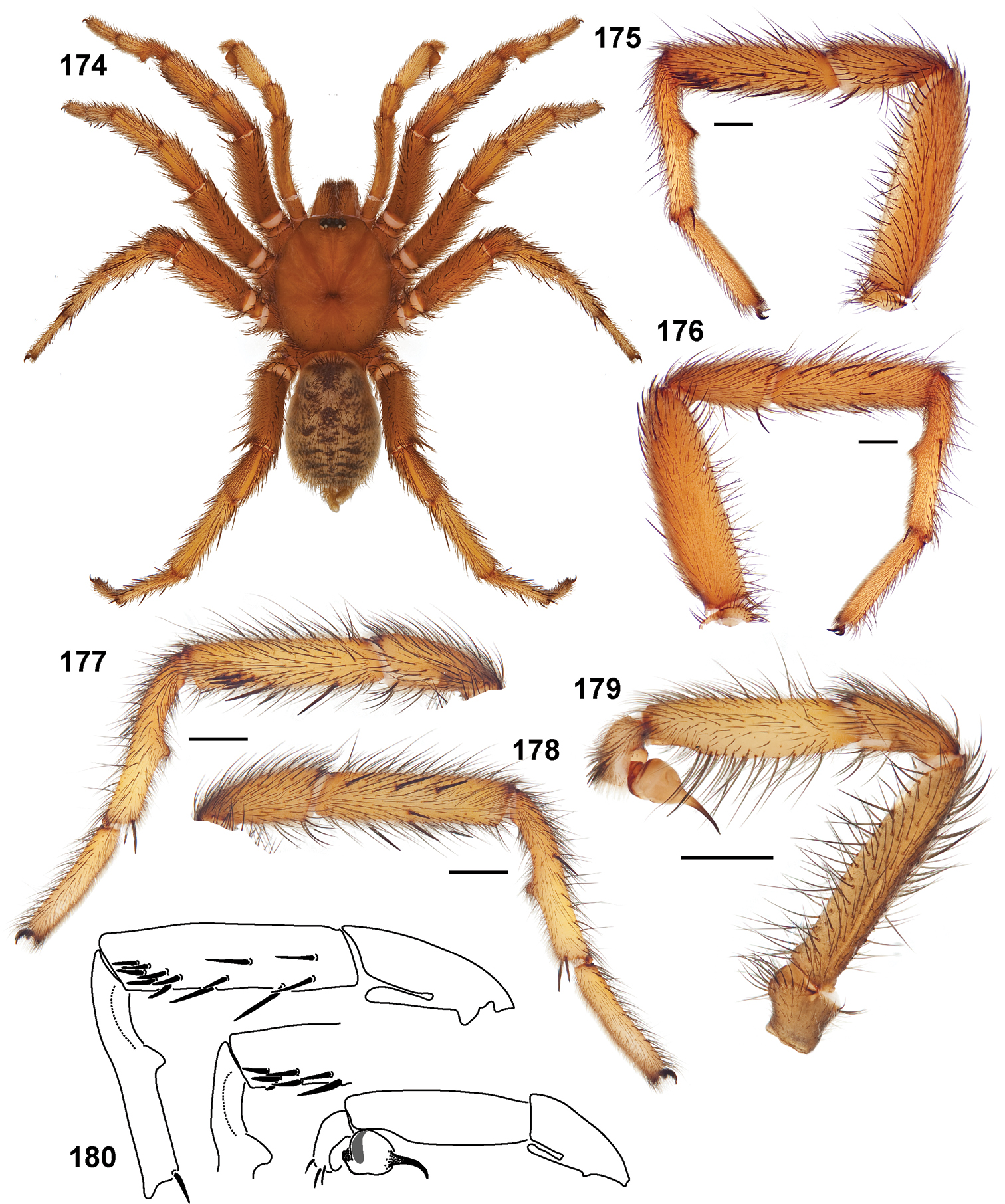
Aptostichus barackobamai

В честь Барака Обамы названо несколько биологических видов:
- лишайник Caloplaca obamae — эндемик, растущий на острове Санта-Роза у берегов Калифорнии
- плоский червь Baracktrema obamai
- червь-волосатик Paragordius obamai
- паук Aptostichus barackobamai — эндемик штата Калифорния (США)
- муравей Zasphinctus obamai[150]
- рыба Etheostoma obama[151]
- рыба Teleogramma obamaorum[англ.]
- рыба Tosanoides obama[англ.] — эндемик Гавайских островов, морской заповедник Папаханаумокуакеа
- ископаемая рептилия Obamadon gracilis
- птица Nystalus obamai из Южной Америки[152]